# Autobahndreieck Ahlhorner Heide
Autobahndreieck Ahlhorner Heide (również AD Ahlhorner Heide, Dreieck Ahlhorner Heide) – węzeł drogowy na skrzyżowaniu autostrad A1 i A29 w kraju związkowym Dolna Saksonia w Niemczech.
Węzeł znajduje się na granicy gmin Großenkneten i Emstek.

## Natężenie ruchu
Dziennie przez węzeł Ahlhorner Heide przejeżdża blisko 60 tys. pojazdów.
| Z                         | Do                  | Średnie dzienne natężenie ruchu |
| ------------------------- | ------------------- | ------------------------------- |
| AS Wildeshausen-West (A1) | AD Ahlhorner Heide  | 47 000                          |
| AD Ahlhorner Heide        | AS Cloppenburg (A1) | 54 900                          |
| AS Ahlhorn (A29)          | AD Ahlhorner Heide  | 17 000                          |